# Bnaja
Bnaja (hebrejsky בְּנַ‏יָה, v oficiálním přepisu do angličtiny Benaya, přepisováno též Bnaya) je vesnice typu mošav v Izraeli, v Centrálním distriktu, v Oblastní radě Brenner.

## Geografie
Leží v nadmořské výšce 33 metrů v hustě osídlené a zemědělsky intenzivně využívané pobřežní nížině (region Šefela).
Obec se nachází 9 kilometrů od břehu Středozemního moře, cca 25 kilometrů jižně od centra Tel Avivu, cca 46 kilometrů západně od Jeruzalému a 3 kilometry jihovýchodně od okraje města Javne. Bnaju obývají Židé, přičemž osídlení v tomto regionu je etnicky převážně židovské.
Bnaja je na dopravní síť napojena pomocí místní silnice číslo 4102, která západně od vesnice ústí do dálnice číslo 42.

## Dějiny
Bnaja byla založena v roce 1949. Původně se vesnice nazývala Javne ha-Daromit (יבנה הדרומית, Jižní Javne), později ale byla přejmenována pomocí přesmyčky slova Javne na Bnaja. Zakladateli mošavu byli Židé z Polska, Rumunska a Československa.
Správní území mošavu dosahuje cca 2600 dunamů (2,6 kilometru čtverečního). Místní ekonomika je založena na zemědělství, část obyvatel dojíždí za prací mimo obec. Polovinu obyvatelstva tvoří noví rezidenti bez vazby na zemědělský způsob života.

## Demografie
Podle údajů z roku 2014 tvořili naprostou většinu obyvatel v Bnaji Židé (včetně statistické kategorie "ostatní", která zahrnuje nearabské obyvatele židovského původu ale bez formální příslušnosti k židovskému náboženství).
Jde o menší obec vesnického typu s dlouhodobě rostoucí populací. K 31. prosinci 2014 zde žilo 783 lidí. Během roku 2014 populace stoupla o 2,2 %.
| Rok            | 1961 | 1972 | 1983 | 1995 | 2001 | 2003 | 2004 | 2005 | 2006 | 2007 | 2008 | 2009 | 2010 | 2011 | 2012 | 2013 | 2014 |
| -------------- | ---- | ---- | ---- | ---- | ---- | ---- | ---- | ---- | ---- | ---- | ---- | ---- | ---- | ---- | ---- | ---- | ---- |
| Počet obyvatel | 328  | 249  | 311  | 369  | 644  | 730  | 770  | 779  | 805  | 807  | 837  | 695  | 723  | 750  | 783  | 766  | 783  |